# Szymon syn Boetosa
Szymon syn Boetosa (ur. przypuszczalnie ok. 61/60 p.n.e.) – arcykapłan żydowski.

## Życiorys
Był synem Boetosa, Aleksandryjczyka. Niektórzy badacze przypuszczają, że mógł być potomkiem Oniasza IV. Szymon był kapłanem jerozolimskim, kiedy król Herod Wielki zakochał się w jego córce Mariamme II. Przed ślubem z Mariamme II władca podniósł Szymona do godności arcykapłana.
Część badaczy datuje ślub Heroda Wielkiego z Mariamme i objęcie przez Szymona godności arcykapłana na rok 24 p.n.e., inni na rok 29/28 p.n.e.
W 5 p.n.e. w związku ze spiskiem Antypatra popadł w niełaskę u Heroda Wielkiego i został pozbawiony godności arcykapłańskiej.
Oprócz córki Mariamme, miał synów Eleazara i Joazara, którzy także byli arcykapłanami.